# 旭川社会人サッカーリーグ
旭川社会人サッカーリーグ（あさひかわしゃかいじんサッカーリーグ）とは、全国の各都道府県にあるサッカーの都道府県リーグの下部の支部リーグのひとつ。北海道旭川地区のクラブチームが参加するリーグである。

## 概要・レギュレーション
2025年度の旭川社会人サッカーリーグは全2部構成となっている。
- 1部 : 5チーム 1回戦総当たり方式[3]
- 2部 : 5チーム 1回戦総当たり方式[4]

道央・道北ブロックリーグからの降格やチームの新規参入、解散などによってチーム数が増減する。

### 昇格・降格に関して
- 優勝チームは道央・道北ブロックリーグの旭川地区チームとの入れ替え戦で勝利すれば昇格となる。

## 参加クラブ（2025年）

### 1部リーグ
- S.S.C（入替戦引き分けのため旭川1部残留[5]）[7]
- 旭川市役所FC
- 昭和ランバーズ
- FC ASAHIKAWA ※B.N.F.C ASAHIKAWAより名称変更
- アミスタ

### 2部リーグ
- 旭川・北星信金合同チーム[8] ※旭川信用金庫サッカー部ASK.FCより変更
- FORZA・MEZZO
- 旭川OLD BOYS 1995
- FCましけ
- ツインリーブス

出典 : 